# دييغو لوبيز (لاعب كرة قدم مكسيكي)
دييغو لوبيز (بالإسبانية: Diego López)‏ هو لاعب كرة قدم مكسيكي، ولد في 13 نوفمبر 1983 في تشيهواهوا في المكسيك. لعب مع Indios de Ciudad Juárez ‏.

## وصلات خارجية
- دييغو لوبيز على موقع Soccerway.com (الإنجليزية)